# Зерновое (Калмыкия)
Зерновое (до 1949 года - Менгута, калм. Мөңгтә) — село в Яшалтинского района Калмыкии, в составе Веселовского сельского муниципального образования.
Население - 64 (2010)

## История
Дата основания не установлена. Возникло не позднее 1941 года. Так, село Менгута обозначено на карте РККА 1941 года. Первоначальное название села позволяет предположить связь с селом Менгута, исчезнувшем в период насильственной коллективизации.
28 декабря 1943 года калмыцкое население села было депортировано. В августе 1949 года село Мингута Будульчинеровского сельсовета было переименовано в село Зерновое Веселовского сельсовета. 
Калмыцкое население стало возвращаться после отмены ограничений по передвижению в 1956 году. Село возвращено вновь образованной Калмыцкой автономной области в 1957 году. 
В 1989 году в селе проживало около 200 человек.

## Физико-географическая характеристика
Село расположено на юге Яшалтинского района, в пределах Ставропольской возвышенности, на высоте 65 метров над уровнем моря. Рельеф местности равнинный. С трёх сторон (с юга, запада и севера село окружено полями). В 3,8 км к востоку от села расположено урочище Лиман Большой Бурукшун, относящееся к водной системе Бурукшунских лиманов. Почвы тёмно-каштановые.
По автомобильной дороге расстояние до столицы Калмыкии города Элиста составляет 210 км, до районного центра села Яшалта - 28 км, до границы со Ставропольским краем - 1,2 км, до административного центра сельского поселения села Весёлое - 5 км. 
Климат
Согласно классификации климатов Кёппена-Гейгера Весёлое находится в зоне континентального климата с относительно холодной зимой и жарким летом (индекс Dfa). Среднегодовая температура положительная и составляет +10,0 С, средняя температура самого холодного месяца января -3,7 С, самого жаркого месяца июля +23,9 С. Среднегодовая норма осадков - 435 мм, наибольшее количество осадков выпадает в июне - 53 мм, наименьшее в феврале и марте - по 26 мм
Часовой пояс
Зерновое, как и вся Республика Калмыкия, находится в часовой зоне МСК (московское время). Смещение применяемого времени относительно UTC составляет +3:00. Время в Зерновом соответствует астрономическому времени: истинный полдень - 12:12:24 по местному времени

## Население
| 2002 | 2010 |
| ---- | ---- |
| 128  | ↘64  |

Национальный состав
Согласно результатам переписи 2002 года большинство населения посёлка составляли даргинцы (62 %)